# Skarpemosjön
Skarpemosjön är en sjö i Tidaholms kommun i Västergötland och ingår i Göta älvs huvudavrinningsområde.